# Fins voetbalelftal in 1994
Het Fins voetbalelftal speelde in totaal veertien interlands in het jaar 1994, waaronder vier wedstrijden in de kwalificatiereeks voor de EK-eindronde 1996 in Engeland. Bondscoach Tommy Lindholm stapte op na de 4-0 nederlaag tegen Griekenland, op 12 oktober, en werd vervangen door Jukka Ikäläinen. Op de in 1993 geïntroduceerde FIFA-wereldranglijst steeg Finland in 1994 van de 45ste (januari 1994) naar de 38ste plaats (december 1994).

## Balans
| Wedstrijden | Wedstrijden | Wedstrijden | Wedstrijden | Doelpunten | Doelpunten | Doelpunten | Punten |
| Gespeeld    | Winst       | Gelijk      | Verlies     | Voor       | Tegen      | Saldo      | Punten |
| ----------- | ----------- | ----------- | ----------- | ---------- | ---------- | ---------- | ------ |
| 14          | 4           | 3           | 7           | 21         | 17         | +4         | 0.786  |

## Interlands
|                                                       |                   |       |         |                                                                          |
| 25 januari Vriendschappelijk № 520 «onderlinge duels» | Qatar             | 1 – 0 | Finland | Al-Ahly Stadion, Doha Toeschouwers: 400 Scheidsrechter: Hani Saber (QAT) |
| 25 januari Vriendschappelijk № 520 «onderlinge duels» | Waleed Bakhit 44' |       |         | Al-Ahly Stadion, Doha Toeschouwers: 400 Scheidsrechter: Hani Saber (QAT) |

|                                                       |       |       |         |                                                                             |
| 27 januari Vriendschappelijk № 521 «onderlinge duels» | Qatar | 0 – 0 | Finland | Al-Ahly Stadion, Doha Toeschouwers: 1.400 Scheidsrechter: Ali Alhulin (QAT) |
| 27 januari Vriendschappelijk № 521 «onderlinge duels» |       |       |         | Al-Ahly Stadion, Doha Toeschouwers: 1.400 Scheidsrechter: Ali Alhulin (QAT) |

|                                                       |      |                                     |         |                                                                                          |
| 30 januari Vriendschappelijk № 522 «onderlinge duels» | Oman | 0 – 2                               | Finland | El-Shorta Stadion, Masqat Toeschouwers: 500 Scheidsrechter: Sultan Saed Al-Mezahmi (OMA) |
| 30 januari Vriendschappelijk № 522 «onderlinge duels» |      | 10' Kim Suominen 82' Markku Kanerva |         | El-Shorta Stadion, Masqat Toeschouwers: 500 Scheidsrechter: Sultan Saed Al-Mezahmi (OMA) |

|                                                       |                              |       |                     |                                                                                                |
| 1 februari Vriendschappelijk № 523 «onderlinge duels» | Oman                         | 1 – 1 | Finland             | El-Shorta Stadion, Masqat Toeschouwers: 500 Scheidsrechter: Ali Al-Hosni Ali Bin Mubarak (OMA) |
| 1 februari Vriendschappelijk № 523 «onderlinge duels» | Doelpuntenmaker onbekend ??' |       | 70' Niclas Grönholm | El-Shorta Stadion, Masqat Toeschouwers: 500 Scheidsrechter: Ali Al-Hosni Ali Bin Mubarak (OMA) |

|                                                        |         |       |         |                                                                                              |
| 23 februari Vriendschappelijk № 524 «onderlinge duels» | Marokko | 0 – 0 | Finland | Stade Mohammed V, Casablanca Toeschouwers: 12.000 Scheidsrechter: Abdelaziz Bellaftouh (MAR) |
| 23 februari Vriendschappelijk № 524 «onderlinge duels» |         |       |         | Stade Mohammed V, Casablanca Toeschouwers: 12.000 Scheidsrechter: Abdelaziz Bellaftouh (MAR) |

|                                                   |                                              |       |         |                                                                                      |
| 27 mei Vriendschappelijk № 525 «onderlinge duels» | Italië                                       | 2 – 0 | Finland | Stadio Ennio Tardini, Parma Toeschouwers: 16.714 Scheidsrechter: Laszló Vagner (HUN) |
| 27 mei Vriendschappelijk № 525 «onderlinge duels» | Giuseppe Signori 23' Pierluigi Casiraghi 67' |       |         | Stadio Ennio Tardini, Parma Toeschouwers: 16.714 Scheidsrechter: Laszló Vagner (HUN) |

|                                                   |                   |       |                                        |                                                                                        |
| 2 juni Vriendschappelijk № 526 «onderlinge duels» | Finland           | 1 – 2 | Spanje                                 | Ratina Stadion, Tampere Toeschouwers: 10.251 Scheidsrechter: Christer Faellström (SWE) |
| 2 juni Vriendschappelijk № 526 «onderlinge duels» | Jari Litmanen 17' |       | 11' Felipe Miñambres 15' Julio Salinas | Ratina Stadion, Tampere Toeschouwers: 10.251 Scheidsrechter: Christer Faellström (SWE) |

|                                                        |                                        |       |                  |                                                                           |
| 17 augustus Vriendschappelijk № 527 «onderlinge duels» | Denemarken                             | 2 – 1 | Finland          | Parken, Kopenhagen Toeschouwers: 7.692 Scheidsrechter: Günter Benkö (AUT) |
| 17 augustus Vriendschappelijk № 527 «onderlinge duels» | Brian Laudrup 66' Morten Wieghorst 74' |       | 40' Kim Suominen | Parken, Kopenhagen Toeschouwers: 7.692 Scheidsrechter: Günter Benkö (AUT) |

|                                                      |         |                                     |           |                                                                                       |
| 7 september EK-kwalificatie № 528 «onderlinge duels» | Finland | 0 – 2                               | Schotland | Olympisch Stadion, Helsinki Toeschouwers: 12.845 Scheidsrechter: Ryszard Wójcik (POL) |
| 7 september EK-kwalificatie № 528 «onderlinge duels» |         | 29' Duncan Shearer 65' John Collins |           | Olympisch Stadion, Helsinki Toeschouwers: 12.845 Scheidsrechter: Ryszard Wójcik (POL) |

|                                                     |                                                                                 |       |         |                                                                                              |
| 12 oktober EK-kwalificatie № 529 «onderlinge duels» | Griekenland                                                                     | 4 – 0 | Finland | Kaftanzoglio Stadion, Thessaloniki Toeschouwers: 35.000 Scheidsrechter: Philippe Leduc (FRA) |
| 12 oktober EK-kwalificatie № 529 «onderlinge duels» | Dimitris Markos 23' Daniel Batista Lima 70' Nikos Machlas 76' Nikos Machlas 90' |       |         | Kaftanzoglio Stadion, Thessaloniki Toeschouwers: 35.000 Scheidsrechter: Philippe Leduc (FRA) |

|                                                       |         | |         |                                                                                   |
| 26 oktober Vriendschappelijk № 530 «onderlinge duels» | Estland | 0 – 7 | Finland | Kalevi Keskstaadion, Tallinn Toeschouwers: 500 Scheidsrechter: Roman Lajuks (LAT) |
| 26 oktober Vriendschappelijk № 530 «onderlinge duels» |         | 5' Anders Eriksson 19' Jukka Ruhanen 29' Antti Sumiala 31' Ari Hjelm 39' Ari Hjelm 41' Jukka Ruhanen 85' Joonas Kolkka |         | Kalevi Keskstaadion, Tallinn Toeschouwers: 500 Scheidsrechter: Roman Lajuks (LAT) |

|                                                      | |       |         |                                                                                          |
| 16 november EK-kwalificatie № 531 «onderlinge duels» | Finland | 5 – 0 | Faeröer | Olympisch Stadion, Helsinki Toeschouwers: 2.500 Scheidsrechter: Gylfi Thór Orrason (ISL) |
| 16 november EK-kwalificatie № 531 «onderlinge duels» | Antti Sumiala 37' Jari Litmanen 53' Jari Litmanen 72' Mika-Matti Paatelainen 75' Mika-Matti Paatelainen 85' |       |         | Olympisch Stadion, Helsinki Toeschouwers: 2.500 Scheidsrechter: Gylfi Thór Orrason (ISL) |

|                                                        |                                                  |       |         |                                                                                      |
| 30 november Vriendschappelijk № 532 «onderlinge duels» | Spanje                                           | 2 – 0 | Finland | Estadio La Rosaleda, Málaga Toeschouwers: 38.190 Scheidsrechter: David Elleray (ENG) |
| 30 november Vriendschappelijk № 532 «onderlinge duels» | Miguel Ángel Nadal 11' Ion Andoni Goikoetxea 86' |       |         | Estadio La Rosaleda, Málaga Toeschouwers: 38.190 Scheidsrechter: David Elleray (ENG) |

|                                                      | |       |                               |                                                                                        |
| 14 december EK-kwalificatie № 533 «onderlinge duels» | Finland | 4 – 1 | San Marino                    | Olympisch Stadion, Helsinki Toeschouwers: 3.140 Scheidsrechter: Hermann Albrecht (GER) |
| 14 december EK-kwalificatie № 533 «onderlinge duels» | Mika-Matti Paatelainen 24' Mika-Matti Paatelainen 30' Mika-Matti Paatelainen 86' Mika-Matti Paatelainen 90' |       | 34' Pier Domenico Della Valle | Olympisch Stadion, Helsinki Toeschouwers: 3.140 Scheidsrechter: Hermann Albrecht (GER) |

## FIFA-wereldranglijst
| JAN | FEB | MAR | APR | MEI | JUN | JUL | AUG | SEP | OKT | NOV | DEC |
| --- | --- | --- | --- | --- | --- | --- | --- | --- | --- | --- | --- |
| 45  | 41  | 38  | 39  | 38  | 46  | 45  | 45  | 47  | 48  | 41  | 38  |

## Statistieken
| Petri Jakonen          | 1967-06-09 | MyPa-47 Anjalankoski | 7  | 1 | 0 | 22 | 0 |
| Antti Niemi            | 1972-05-31 | HJK Helsinki         | 5  | 0 | 0 | 8  | 0 |
| Kari Laukkanen         | 1963-12-14 | Waldhof Mannheim     | 2  | 0 | 0 | 37 | 0 |
| Panu Toivonen          | 1972-09-26 | TPS Turku            | 0  | 1 | 0 | 1  | 0 |
| Verdediging            |            |                      |    |   |   |    |   |
| Janne Mäkelä           | 1971-07-23 | MyPa-47 Anjalankoski | 10 | 2 | 0 | 12 | 0 |
| Erkka Petäjä           | 1964-02-13 | Husqvarna FF         | 6  | 1 | 0 | 84 | 0 |
| Jari Kinnunen          | 1966-09-12 | FC Haka Valkeakoski  | 6  | 0 | 0 | 25 | 1 |
| Aki Hyryläinen         | 1968-04-17 | HJK Helsinki         | 5  | 1 | 0 | 15 | 1 |
| Mika Nurmela           | 1971-12-26 | TPS Turku            | 5  | 1 | 0 | 8  | 0 |
| Ari Heikkinen          | 1964-04-08 | FC Haka Valkeakoski  | 5  | 0 | 0 | 51 | 1 |
| Anders Eriksson        | 1965-04-19 | Lyn Oslo             | 4  | 0 | 1 | 10 | 1 |
| Petri Helin            | 1969-12-13 | Ikast FS             | 4  | 0 | 0 | 5  | 0 |
| Antti Heinola          | 1973-02-20 | HJK Helsinki         | 3  | 1 | 0 | 4  | 0 |
| Jussi Nuorela          | 1974-08-11 | FC Groningen         | 2  | 1 | 0 | 3  | 0 |
| Sami Hyypiä            | 1973-10-07 | MyPa-47 Anjalankoski | 2  | 0 | 0 | 3  | 0 |
| Erik Holmgren          | 1964-12-17 | FinnPa Anjalankoski  | 0  | 3 | 0 | 55 | 2 |
| Toni Huttunen          | 1973-01-12 | MyPa-47 Anjalankoski | 0  | 2 | 0 | 2  | 0 |
| Middenveld             |            |                      |    |   |   |    |   |
| Markku Kanerva         | 1964-05-24 | HJK Helsinki         | 12 | 0 | 1 |    |   |
| Janne Lindberg         | 1966-05-24 | Greenock Morton      | 11 | 1 | 0 | 22 | 0 |
| Kim Suominen           | 1969-10-20 | VfB Mödling          | 9  | 1 | 2 | 23 | 3 |
| Petri Järvinen         | 1965-05-09 | Waldhof Mannheim     | 7  | 1 | 1 |    |   |
| Mika Aaltonen          | 1965-11-16 | TPV Tampere          | 6  | 2 | 0 | 8  | 1 |
| Rami Rantanen          | 1968-11-25 | HJK Helsinki         | 5  | 1 | 0 |    |   |
| Tommi Paavola          | 1965-12-09 | FinnPa Anjalankoski  | 2  | 2 | 0 | 23 | 1 |
| Jukka Ruhanen          | 1971-04-16 | FC Jazz Pori         | 2  | 1 | 2 |    |   |
| Janne Suokonautio      | 1968-05-20 | HJK Helsinki         | 2  | 1 | 0 | 4  | 0 |
| Kari Ukkonen           | 1961-12-19 | LB Châteauroux       | 2  | 0 | 0 | 55 | 4 |
| Marko Myyry            | 1967-09-15 | SV Meppen            | 1  | 1 | 0 | 49 | 2 |
| Joonas Kolkka          | 1974-09-28 | MyPa-47 Anjalankoski | 0  | 2 | 1 | 2  | 1 |
| Lasse Karjalainen      | 1974-01-22 | FC Jazz Pori         | 0  | 1 | 0 | 1  | 0 |
| Aanval                 |            |                      |    |   |   |    |   |
| Ari Hjelm              | 1962-02-24 | Ilves Tampere        | 9  | 0 | 2 |    |   |
| Jari Litmanen          | 1971-02-20 | Ajax Amsterdam       | 6  | 0 | 2 |    |   |
| Antti Sumiala          | 1974-02-20 | Ikast FS             | 5  | 1 | 2 |    |   |
| Mika-Matti Paatelainen | 1967-02-03 | Bolton Wanderers     | 5  | 0 | 6 |    |   |
| Jokke Kangaskorpi      | 1972-03-02 | MP Mikkeli           | 2  | 3 | 0 | 5  | 0 |
| Niclas Grönholm        | 1968-06-16 | MyPa-47 Anjalankoski | 2  | 2 | 1 |    |   |
| Marko Rajamäki         | 1968-10-03 | Greenock Morton      | 0  | 1 | 0 | 14 | 3 |